# Misturatosphaeria cruciformis
Misturatosphaeria cruciformis är en svampart som beskrevs av Mugambi & Huhndorf 2009. Misturatosphaeria cruciformis ingår i släktet Misturatosphaeria och familjen Lophiostomataceae.   Inga underarter finns listade i Catalogue of Life.